# Alex Thomson
Alexander Thomson, född 12 januari 1929 i London, död 14 juni 2007 i Chertsey, Surtsey, var en brittisk filmfotograf, fotoassistent och kameraoperatör.

## Biografi
Innan Thomson började som chefsfotograf inom filmindustrin under det sena 1960-talet så var han först kameraoperatör, bland annat under filminspelningen av 1966 års science fiction-thriller Fahrenheit 451 av François Truffaut (och med chefsfotografi av Nicolas Roeg).
Som chefsfotograf har Thomson bland annat medverkat under inspelningarna av filmer som Labyrint (1986), Cliffhanger (1993) och Hamlet (1996).